# Gebrochenes Fernrohr
Als gebrochenes Fernrohr werden Refraktoren und Messfernrohre bezeichnet, deren Strahlengang um 90° zur Seite abgelenkt wird. Zu diesem Zweck wird ein Umlenkprisma bzw. ein Hilfsspiegel etwa in der halben Brennweite des Objektivs angebracht, der die Lichtstrahlen durch eine Öffnung im Tubus oder einen Würfel an der Kippachse in die Horizontale umlenkt.

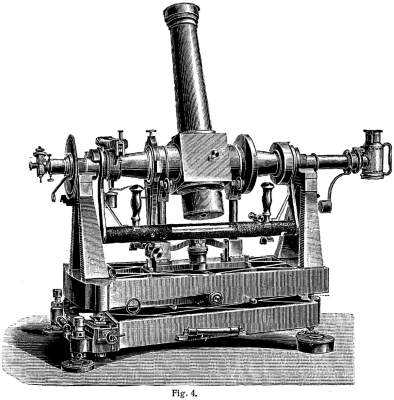
Passageninstrument (um 1900) mit gebrochenem Fernrohr. Das Umlenkprisma befindet sich im Metallwürfel im Schnittpunkt der drei Achsen

Gebrochene Fernrohre waren bereits bei früheren Triangulationstheodoliten (z. B. von Starke & Kammerer) verbreitet und sind es seit dem 19. Jahrhundert auch für die meisten Passageninstrumente und große astro-geodätische Universalinstrumente. Neuere Beispiele dafür sind das Askania AP-70, der Wild T4 und der Kern DKM3-A.
In der Astronomie sind gebrochene Fernrohre seit 1870 in manchen Äquatorialen und Kometensuchern realisiert. Vergleiche Coudé-Strahlengang.
Die Vorteile dieser Bauweise sind mehrfach:
1. Das Fernrohr lässt sich bis zum Zenit (und darüber hinaus) hochkippen, was für Sternbeobachtungen unerlässlich ist.
2. Der seitliche Okulareinblick ist für den Beobachter angenehm.
3. Er befindet sich überdies immer in gleicher Höhe.
4. Es verkürzt sich die Baulänge, was auch Effekte der Fernrohrbiegung und von Änderungen der Lufttemperatur verringert.
5. Wegen des in der hohlen Kippachse verlaufenden Strahlengangs bleibt diese zur Anbringung von Reiter- bzw. Hängelibellen zugänglich.